# Estadio Carlos Memmel
El Estadio Carlos Memmel (también llamado Estadio Don Carlos Memmel o Estadio del Club Pettirossi de Encarnación) es un estadio de fútbol de Paraguay que se encuentra ubicado en la ciudad de Cambyretá.
En este escenario, que cuenta con capacidad para 6000 espectadores sentados, hace las veces de anfitrión el equipo de fútbol del Club Pettirossi, participante de la Liga Encarnacena de Fútbol (equivalente a la cuarta división).Y en ocasiones el recinto es utilizado por otros equipos de la zona como el Club Guaraní de Fram.